# Нисио, Суэхиро
Суэхиро Нисио (яп. 西尾末広 Суэхиро Нисио,  28 марта 1891, Кавасаки, префектура Кагава, Японская империя — 3 октября 1981, там же, Япония) — японский государственный деятель, заместитель премьер-министра Японии (1948). Член Палаты представителей (1928—1938, 1942—1948 и 1952—1972).

## Биография
После окончания начальной школы в возрасте 14 лет он начал работать токарем на артиллерийском заводе в Осаке. Затем на Сумитомском литейном заводе принимал участие в рабочем движении, защищал трудовые права в спорах с работодателями. В 1919 г. вступил в Юайкай и сблизился с Комакити Мацуокой, а в 1926 г. участвовал в формировании социал-демократической партии.
В 1928 г. окончил Университет Тюо и впервые был избран в парламент. С 1932 г. входил в Социалистическую массовую партию и являлся ее секретарем. В 1938 г. он потерял свой депутатский мандат, но вернул его в 1942 г.
С 1945 г. состоял в Социалистической партии Японии, принадлежал к ее правому крылу. Завоевал сильные позиции в этой партии, поскольку ранее не был связан с Ассоциацией помощи трону.
В 1947—1948 гг. занимал пост генерального секретаря кабинета министров в правительстве социалиста Тэцу Катаямы. В марте-июне 1948 г. — государственный министр (заместитель премьер-министра) Японии. Был обвинен в коррупции и арестован в октябре по делу о строительстве Сёва-Дэнки[уточнить], судебное разбирательство по нему длилось 10 лет, но в итоге политик был оправдан.
В 1952 г. вернулся в состав Палаты представителей, после раскола Социалистической партии стал одним из лидеров Правой социалистической партии, однако этот проект не имел успеха и в 1955 г. он вновь вернулся в ряды социалистов. После серьёзного поражения социалистов на всеобщих выборах 1959 г. левое крыло заявило, что социалисты должны действовать совместными усилиями.
Придерживавшийся антикоммунистических взглядов Нисио сопротивлялся этому объединению и создал в партии Ассоциацию социалистического восстановления, выступавшую за исключение взаимодействия с коммунистической партией. Отстаивал альянс с Соединенными Штатами (включая Договор о безопасности между США и Японией), поддерживал китайских националистов на Тайване и был тесно связан с крупными деловыми кругами, за что подвергся жёсткой критике на съезде Социалистической партии в 1959 г. Большинство членов партии отвергло его позицию, он вновь вышел из рядов социалистов и создал социальный клуб[уточнить].
После образования в январе 1960 г. Партию демократического социализма (ПДС) он становится её председателем. В этот период получил предложение от либерал-демократов войти в правительство, но отказался. В 1967 г. подал в отставку с поста председателя ПДС и стал её постоянным советником.
В 1972 г. принял решение об уходе из политики.